# Alan Gregov
Alan Gregov (né le 1er avril 1970 à Zadar) est un ancien joueur de basket-ball croate.

## Biographie
Alan Gregov a été membre de l'équipe de Croatie. Il a remporté la médaille d'argent lors des Jeux olympiques 1992 à Barcelone et une médaille de bronze lors du championnat du monde 1994, ainsi qu'au championnat d'Europe 1993.